# Tonkawa (volk)

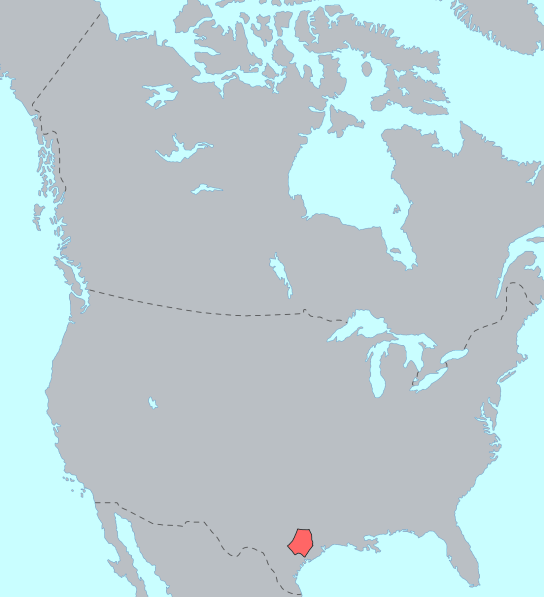
Leefgebied van de Tonkawa

De Tonkawa zijn een indiaans volk uit het huidige Texas en Oklahoma.
Cultureel gezien behoren ze tot de prairie-indianen. Hun oorspronkelijke taal is Tonkawa , een isolaat. Omstreeks 1600 bewoonden ze het noordoosten van Oklahoma, maar rond het jaar 1700 waren ze door de Apachen naar de Red River op de grens van Oklahoma en Texas gedreven. Ze migreerden vervolgens verder naar het zuiden, naar Texas en Noord-Mexico, waar ze een verbond sloten met de Lipan Apache.
In 1840 (Slag bij Plum Creek) en 1858 (Slag bij Little Robe Creek) vochten de Tonkawa samen met de Texas Rangers tegen de Comanche. In 1862, tijdens de Amerikaanse Burgeroorlog, werden de Tonkawa vanwege hun loyaliteit aan de Confederatie aangevallen door een groep stammen die voor de Unie waren. In het daaropvolgende bloedbad, bekend als de Tonkawa Massacre, werden 133 van de 309 toenmalige stamleden gedood. De overlevenden werden in 1884 verhuisd naar Indian Territory, waar ze gevestigd werden in de buurt van het huidige Kay County.